# مارتن اعقص
مارتن اعقص (بالإنجليزية: Martin Crimp) (و. 1956  م) هو لغوي، وكاتب مسرحي، وواضع كلمات الأوبرا، وكاتب سيناريو، ومؤلف بريطاني.

## التعليم
تعلم في كلية القديسة كاترين في جامعة كامبريدج ‏.

## وصلات خارجية
- مارتن اعقص على موقع IMDb (الإنجليزية)
- مارتن اعقص على موقع مونزينجر (الألمانية)
- مارتن اعقص على موقع ألو سيني (الفرنسية)
- مارتن اعقص على موقع ميوزك برينز (الإنجليزية)
- مارتن اعقص على موقع أول موفي (الإنجليزية)
- مارتن اعقص على موقع قاعدة بيانات برودواي على الإنترنت (الإنجليزية)
- مارتن اعقص على موقع قاعدة بيانات الأفلام السويدية (السويدية)
- مارتن اعقص على موقع ديسكوغز (الإنجليزية)
- مارتن اعقص على موقع كينوبويسك (الروسية)